# Cap Bauld
Le cap Bauld est une avancée de terre sur la côte nord de Terre-Neuve au Canada.

## Géographie
Le cap Bauld est une avancée située au nord de l'île Quirpon. Ce cap marque la partie orientale du détroit de Belle Isle. Il est le pendant du cap Norman situé plus à l'ouest au Nord de la Grande Péninsule du Nord de l'île de Terre-Neuve.

## Historique
Le navigateur John Cabot l'aurait contourné en 1497.
Sur la carte marine de Marc Lescarbot de 1609, on distingue à la fois deux caps, le "Cap Double" et le "Cap Razé" situé sur une petite île.
Le cap fut signalé par un premier phare construit en 1884. Le phare actuel a été reconstruit en 1960 et opérationnel en 1962.

## Liens externes

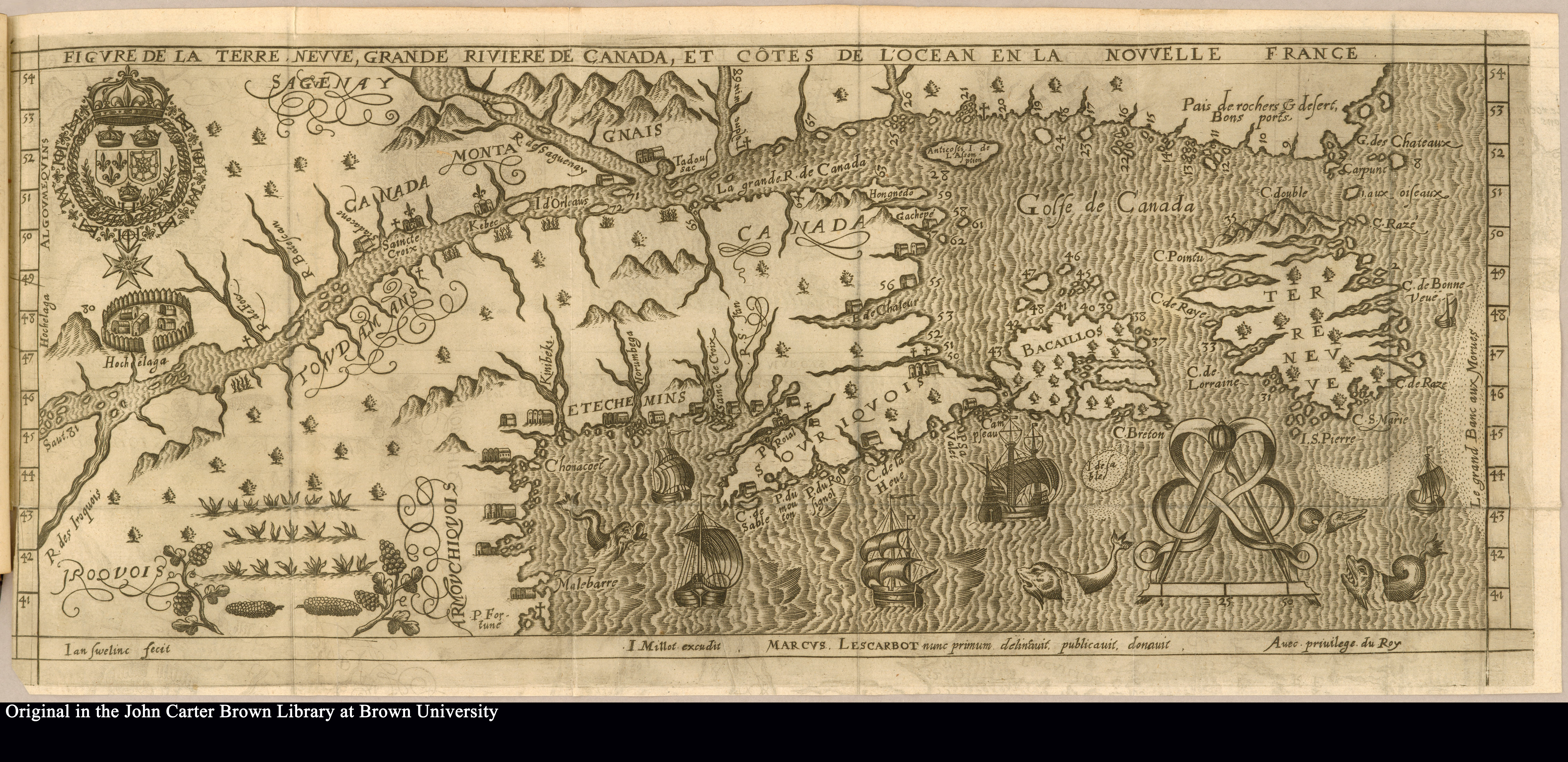
Figvre de la terre nevve, grande riviere de Canada, et côtes de l'ocean en la Novvelle France 1609, carte de Marc Lescarbot de 1609. On peut y remarquer l'emplacement du Cap Double et du Cap Razé